# PEL P-80
PEL P-80 ime je za pisač kojeg je prodavala hrvatska tvrtka PEL iz Varaždina.

## Tehnička svojstva
- Tehnika: matrični
- Matrica: 7 x 9
- Znakovlje: ASCII/ISO-7
- Broj znakova u retku: 40, 80, 132
- Brzina ispisa: 100 znakova u minuti
- Grafika: Da
- Međusklop: paralelni (Centronics), serijski (RS-232)
- Papir: preforirani papir, ili bez preforacija. Največa veličina papira A4